# Figueiredo de Alva
Figueiredo de Alva ist eine Gemeinde (Freguesia) im portugiesischen Kreis São Pedro do Sul. In ihr leben 721 Einwohner (Stand 19. April 2021).